# مسال قوقعي
المسال القوقعي هو فتحة صغيرة في قمة الحفرة الوداجية وقرب النفق السباتي.
يضم المسال القوقعي استطالة أنبوبية للأم الجافية تربط بين حيز اللمف المحيطي والحيز تحت العنكبوتية وتسمح بمرور وريد من القوقعة لينضم إلى الوريد الوداجي الغائر.

## صور إضافية

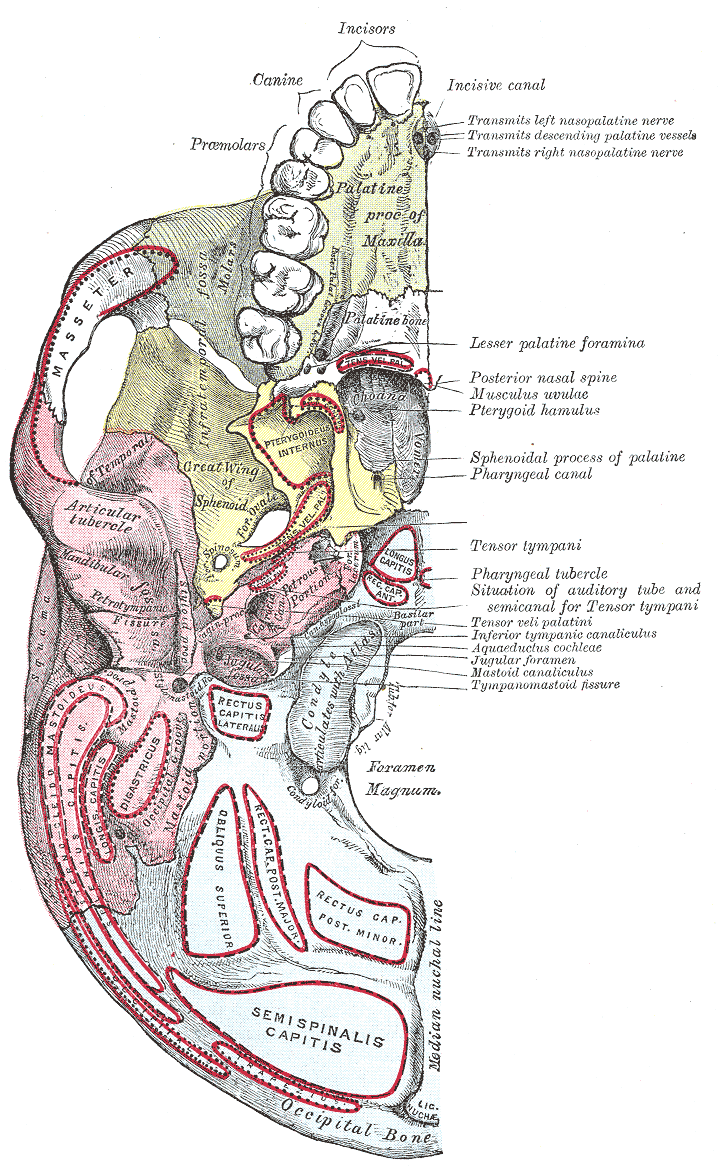
السطح السفلي لقاعدة الجمجمة.